# بوروتو
في الأساطير الميلانيزية بفيجي، بوروتو هي جنة العالم السفلي. النفوس الجديدة تُحاكم من قبل ديجي، عدد قليل يرسل إلى بوروتو، ومعظم الآخرين يتم طرحهم في موريموريا (Murimuria).